# Achrosis
Achrosis es un género de polillas perteneciente a la familia Geometridae. El género fue descrito por Achille Guenée en 1858. Se encuentra distribuido en Europa, Asia y Australia. Es un género con especializacion a su planta huésped, las rubiáceas.
El género de Achrosis fue creado a partir de su especie tipo Achrosis pyrrhularia de la India central. Este género se diferencia de Hypochrosis, el género tipo de la familia, en tener una proyección obtusamente redondeada en el margen posterior de las alas anteriores.

## Especies
Hay más de 50 especies en el género Achrosis:
- Achrosis addicta Yazaki, 2020
- Achrosis alienata (Walker, 1862)
- Achrosis anagoga (Prout, 1931)
- Achrosis berytana (Rebel, 1911)
- Achrosis calcicola Holloway, [1994]
- Achrosis classeyi Holloway, [1994]
- Achrosis cochinchinensis Tautel, 2020
- Achrosis costimaculata (Moore, 1868)
- Achrosis elegans (West, 1929)
- Achrosis euchroes (Prout, 1917)
- Achrosis excitata (Prout, 1928)
- Achrosis fulvifusa (Warren, 1901)
- Achrosis grammicaria Yazaki, 2020
- Achrosis incitata (Walker, 1862)
- Achrosis innotata (Warren, 1897)
- Achrosis intexta (Swinhoe, 1891)
- Achrosis isochyta Meyrick, 1915
- Achrosis jacquelinae Orhant, 2000
- Achrosis kerangatis Holloway, 1996
- Achrosis likianga (Wehrli, 1940)
- Achrosis lilacina (Warren, 1901)
- Achrosis lithosiaria (Walker, 1862)
- Achrosis longifurca Holloway, [1994]
- Achrosis major Tautel, 2020
- Achrosis multidentata (Warren, 1894)
- Achrosis obliquilineata (Warren, 1893)
- Achrosis pallida (Moore, 1877)
- Achrosis paupera (Butler, 1881)
- Achrosis perfulvata (Prout, 1924)
- Achrosis pudens Tautel, 2020
- Achrosis pulchra (Wileman, 1914)
- Achrosis pulchricolor (Warren, 1906)
- Achrosis purpurascens (Warren, 1894)
- Achrosis pyrrhularia Guenée, [1858]
- Achrosis quadraria Warren, 1893
- Achrosis recitata Holloway, [1994]
- Achrosis rigorata (Prout, 1932)
- Achrosis rondelaria (Fabricius, 1775)
- Achrosis rosearia (Leech, 1891)
- Achrosis rufescens (Butler, 1880)
- Achrosis rufipennis (Warren, 1898)
- Achrosis sandroi Beck & Karisch, 2004
- Achrosis saturata Yazaki, 2020
- Achrosis selinae Beck & Karisch, 2008
- Achrosis semifulva (Pagenstecher, 1886)
- Achrosis semirubra (Warren, 1907)
- Achrosis serpentinaria (Walker, 1866)
- Achrosis spurca (Swinhoe, 1902)
- Achrosis tinctoria Tautel, 2020
- Achrosis transviridis Holloway, [1994]
- Achrosis viridapex (Holloway, 1976)